# Loma de Oro, Hueyapan de Ocampo
Loma de Oro är en ort i Mexiko.   Den ligger i kommunen Hueyapan de Ocampo och delstaten Veracruz, i den sydöstra delen av landet, 400 km öster om huvudstaden Mexico City. Loma de Oro ligger 46 meter över havet och antalet invånare är 439.
Terrängen runt Loma de Oro är platt åt sydväst, men åt nordost är den kuperad. Runt Loma de Oro är det ganska glesbefolkat, med 47 invånare per kvadratkilometer. Närmaste större samhälle är San Andres Tuxtla, 19,6 km norr om Loma de Oro. Omgivningarna runt Loma de Oro är en mosaik av jordbruksmark och naturlig växtlighet.